# Варлаам (Белковский)
Митропролит Варлаам (Белковский; ум. 15 апреля 1601) — епископ Русской православной церкви, митрополит Новгородский и Великолукский.

## Биография
В 1587 году в течение трёх с половиной месяцев был игуменом в Иосифо-Волоцком монастыре.
Между 1589 и 1592 годами упоминается архимандритом Московского Чудова монастыря.
20 февраля 1592 года патриархом Иовом был хиротонисан во епископа Новгородского и Великолукского с возведением в сан митрополита.
С того же года и до 1595 года также временно управлял Псковской епархией.
В «Исторических актах» (т. I) напечатано его увещание валаамским старцам о соблюдении Валаамского устава и его распорядительные грамоты.
Скончался 15 апреля 1601 года. Погребён в новгородском Софийском соборе.